# Неоимпресионизъм
Неоимпресионизмът е термин, въведен от френския критик Феликс Фенеон през 1887 година, за да характеризира движенията в изкуството през късния XIX век. Той излага пръв творбите на Жорж Сьора и Пол Синяк през 1884 година на изложбата на „Обществото на независимите артисти“ (Société des Artistes Indépendants) в Париж. Шедьовърът на Сьора „Неделен следобед на остров Гран Жат“ е смятан за начало на движението, когато е изложен на изложбата на „Обществото на независимите артисти“ в Париж. През този период се появяват много творци, които търсят нови методи за изразяване. В частност последователите на неоимпресионизма са привлечени от модерната градска среда, както и от пейзажите и морските брегове. Научнооснованата интерпретация на линиите и цветовете повлиява неоимпресионистичното схващане за тяхно собствено съвременно изкуство. Поанталистичната техника често е използвана в картините им, тъй като тя е доминираща в началото на този период.

## Характеристика

### Естетически принципи: Светлина и цвят
По времето, когато се заражда неоимпресионизмът, Сьора и последователите му се стремят да усъвършенстват импулсивните и интуитивни маниери на импресионизма. Неоимпресионистите използват в картините си мрежа от точки, с цел да внесат чувство за организираност и неизменност. Впоследствие Сьора въвежда съвременното разбиране за оптическо и цветово възприятие.
Развитието на Теорията за цветовете в края на XIX век играе основна роля в оформянето на неоимпресионистичния стил. Книгата на Огдън Рууд „Съвременни цветове“ (Modern Chromatics) с приложения за изкуството и индустрията обяснява разликите в поведението наблюдавани при излагане на цветна светлина и цветен пигмент. Докато смесването от първите води до бял или сив цвят, смесването на вторите води до тъмен и пълен цвят. Като творци, неоимпресионистите работят с цветните пигменти. За да избегнат отегчителността, те разработват система на съпоставяне на чисти цветове. Смесването на цветове не е необходимо. Ефективното оползотворяване на поантилизма води до това, че отделните точки, погледнати от разстояние, се сливат в едно цяло и показват максимално великолепие и съответствие на реалните светлинни условия.

### Произход на термина
Има различни алтернативи на термина „неоимпресионизъм“, всеки със свой собствен нюанс:
- Хромолуминаризъм е термин предпочитан от Жорж Сьора. Той подчертава изучаването на цветовете и светлината, които са в основата на естетическия стил. Този термин рядко се използва днес.
- Дивизионизъм е по-често употребяван израз и често се използва като синоним на „Неоимпресионизъм“. Отнася се за метода на отделно използване на основните цветове.
- Неоимпресионизъм (нов импресионизъм). За разлика от другите стилове от тази епоха, Неоимпресионизма не получава името си от груби критици, които го осмиват. Вместо това терминът обхваща идеалите и стила на Сьора и последователите му.

Бележка: Поантилизмът само бегло описва техниката на рисуване от този период.

### Критика
При появяването си неоимпресионизмът не е добре посрещнат от художествените среди или от публиката. Когато през 1886 година, Сьора за първи път излага „Неделен следобед на остров Гран Жат“ се наблюдава промяна в обществената нагласа. Вълнението, предизвикано от картината може да бъде описано като хаос и скандал.
Използването на малки точки в създаването на цялата картина се оказва дори по-спорно от обсъждането на предишното движение, импресионизма. Импресионизмът е известен със спонтанното представяне на преходния момент и грубост в работата с четката. Неоимпресионистите провокират подобни отзиви, но с обратните доводи. Педантично изчисленото използване на четката е заклеймено като механично. Стилът на рисуване е далеч от общоприетото мнение за творчески процес за XIX век.

## Групата на Художниците неоимпресионисти
Неоимпресионизмът за първи път е представен пред публика през 1886 г. на изложбата на „Обществото на независимите артисти“. Обществото за много години става тяхно централното изложбено място, а Пол Синяк става председател на Обществото. Но с успеха на картините им, славата им бързо се разпространява. През 1886 г., Сьора и Синяк са поканени на осмата, последна, изложба на импресионистите, а по-късно и на Общество ХХ и на Ла либр естетик (в превод Свободната естетика) в Брюксел.
През 1892 г., групата на Художниците импресионисти се обединява, за да изложи свои творби в Париж, в салона на хотел Бренбан, 32, бул. „Поасониер“. През следващата година правят изложба на ул. „Лафит“ 20. Изложбите са придружени от каталог.

### 2 декември 1892 – 8 януари 1893
Участници: Александър Шарпение, Анри-Едмонд Крос, Лео Госон, Максимилиан Люс, Иполит Петижан, Лусиен Писаро, късният Сьора, Пол Синяк и Тео ван Рейселберге.

### Декември 1893 – януари 1894
Участници: Шарл Ангран, Анри-Едмонд Крос, Максимилиан Люс, Иполит Петижан, Лусиен Писаро, Жорж Писаро, Феликс Писаро, Антони дьо ла Рошфуко, късният Сьора, Пол Синяк и Тео ван Рейселберге.

## Заключение
Върховите години на движението са в периода 1886 – 1891, но краят му не идва със смъртта на Сьора през 1891 г. Неоимпресионистите продължават да се развиват през следващото десетилетие с дори по-отличителни характеристики. Включването на политически и социални идеи, особено на анархизма, става забележимо.

## Известни неоимпресионисти
- Шарл Ангран
- Анна Бош
- Анри-Едмонд Крос
- Албер Дюбоа-Пиле
- Алфред Уилям Финч
- Жорж Лемен
- Максимилиан Люс
- Жан Мецингер
- Тео ван Рейселберге
- Жорж Сьора
- Пол Синяк
- Ян Тороп
- Анри Ван де Велде

## Галерия
- Шарл Ангран, 1887
- Плажът на Хейст (ок. 1891 – 92), Жорж Лемен, Музей Орсе, Париж
- Анри-Едмонд Крос, c.1900
- Тео ван Рейселберге, 1888
- „Гранд Канале, Венеция“ (1905), Пол Синяк, Музей за изкуство, Толидо, САЩ
- Камий Писаро, 1889